# Skamstøtten (Jens Galschiøt)
Skamstøtten er en serie skulpturer af den danske kunstner Jens Galschiøt. Hver skulptur er en otte meter høj, bronze-, kobber- eller betonstatue – tre af skulpturerne er opstillet permanent: Hong Kong 1997, Mexico 1999 og Brasilien 2001.
Kunstneren planlægger at opstille i alt 10 skulpturer.

## Symbolik
Ifølge Galschiøt skal skulpturen fungere som en husker i historien og fortælle om en skammelig begivenhed, som aldrig må gentage sig. Den består at snesevis af menneskekroppe vredet op i en obelisk. Fragmenter af organiske rødder og krybdyr er flettet sammen med menneskekroppene og symboliserer nedbrydning, devaluering og mangel på respekt for den enkelte. Den sorte farve symboliserer sorg og tab. Skulpturen repræsenterer ofrene, og udtrykker deres smerte og fortvivlelse. Den er et mindesmærke over ubærlige begivenheder.

## Skamstøtten i Hong Kong
Skamstøtten var opstillet på Haking Wong Podium ved University of Hong Kong.
Skamstøtten i Hong Kong var fremstillet i skulpturbeton. Den blev først opstillet i Victoria Park i juni 1997 for at markere otteårsdagen for massakren på Den Himmelske Freds Plads i Beijin 1989. Den forestillede 50 sammensnoede mennesker og symboliserede dem, der døde da den kinesiske regering slog hårdt ned på studenterne, der havde besat den himmelske freds plads. På
statuens fundament var fragmenter af  historie og billeder af massakren graveret på bronzeplader. På andre plader var indgraveret "The Tiananmen Massacre", "4 juni, 1989" og "De gamle kan ikke dræbe den unge for evigt", både på engelsk og kinesisk.
Skamstøtten blev første gang opstillet 4. juni 1997 i Victoria Park i forbindelse med højtideligholdelsen af otteårsdagen for massakren. Over 50.000 kinesere var med og studenter gik på scenen og tilbød at Skamstøtten kunne opstilles på University af Hong Kong. Det havde de imidlertid ikke aftalt med universitets ledelse, og der opstod voldsomme kampe.
Efter et timelangt slagsmål med politiet og kontroverser med universitetets ledelse lykkedes det: kl. 03:00 begyndte de studerende at flytte den to ton tunge statue ind på podiet ved Haking Wong Building ved University of Hong Kong. Skamstøtten blev opstillet permanent efter en turne rundt på universiteterne.
I løbet af de følgende måneder blev søjlen udstillet på følgende universiteter:
- University of Hong Kong fra 28. september 1997
- Lingnan College fra 2. november 1997
- Hong Kong Baptist University fra 29. november 1997
- Hong Kong University of Science and Technology fra 23. januar 1998
- Hong Kong Polytechnic University fra 1. marts 1998
- City University of Hong Kong fra 29. marts 1998

Den 31. maj 1998 på niårsdagen for massakren på Den Himmelske Freds Plads blev skulpturen midlertidigt flyttet tilbage til Victoria Park, hvor den kinesiske demokratibevægelse etablerede en æresvagt omkring den. Tidligt om morgenen blev den angrebet af en kinesisk kunstner, der kastede to spande rød maling på skulpturen for at symbolisere, at "blod af mennesker er også mit blod." Samme kunstner har malet flere skulpturer røde i Asien.
Den 24. og 25. september 1998 afholdt The Hong Kong University Students 'Union (HKUSU) en afstemning om forslaget om at Skamstøtten skulle forblive opstillet på University of Hong Kong. De studerendes forslag blev gennemført, da 1629 ud af 2190 stemte for.  og skulpturen blev flyttet ind på Haking Wong Podium igen den 3. december 1998.
Den blev igen udstillet på 10-årsdagen 1999 for massakren, ved mindehøjtideligheden i Victoria Park, hvor der blev holdt æresvagt omkring skulpturen.  Uden Universitetsmyndighedernes godkendelse, blev skamstøtten, efter mindehøjtideligheden igen flyttet tilbage til Haking Wong podiet, hvor den siden har været udstillet som en tavs hyldest til studenterne, der blev dræbt i Peking 4. juni 1989.
Den 30. april 2008 blev Skamstøtten malet orange som led i projektet The Color Orange, der var igangsat under OL 2008, for at øge bevidstheden om krænkelserne af menneskerettigheder i Kina. I den forbindelse blev billedhuggeren Jens Galschiøt nægtet adgang til Hong Kong, som han elles var inviteret til for at hjælpe med at male skulpturen. Men "the Hong Kong Alliance" malede derefter selv skulpturen.
Skulpturen blev fjernet af universitetet i december 2021 og blev to år senere beslaglagt af Hongkongs politi.

## Skamstøtten i Mexico
Den anden Skamstøtte blev opstillet i 1999 i Mexico i samarbejde med CNI (Sammenslutningen af alle oprindelige folk i MX). Den blev rejst midlertidig foran præsident paladset på Mexico city vigtigste plads Zucaloen midt under en 1. maj demonstration med 500.000 deltagere. Skamstøtten blev stående fire dage, hvor den knejsede foran parlamentet som en anklage mod regeringen for undertrykkelsen af de indfødte folk.
Skamstøtte blev derefter flyttet (2000 km) og fandt sin endelige permanente plads, ved indgangen til landsbyen Acteal i Chiapas hvor 45 ubevæbnede indfødte mennesker blev slagtet af en paramilitær gruppe den 22. december '97. Opstilling af skulpturen opstillet i samarbejde med den lokale ofre og blev overværet af tusindvis af indianere.
Efter opstillingen blev kunstneren Jens Galschiøt arresteret af militæret og udvist af Mexico, på trods af underskrift indsamlinger imod udvisningen i Mexico City.
Skulpturen fungerer som mindesmærke over Acteal massakren og der bliver afholdt en stor højtidelig på årsdagen 22. december, hvor der lægges blomster omkring den store skulptur.
Den 22. december 2003 blev der på seksårsdagen for massakren opsat bronze plader også på det lokale sprog tzotzil. Pladerne var doneret af en dansk NGO til indbyggerne i Acteal.
Der var elles tekst plader på skamstøtten på spansk og engelsk – sprog, som mange oprindelige folk ikke forstår. Så opsætningen af tzotzil pladerne var også en måde at møde de oprindelige folks stigende sproglige selvbevidsthed.

## Skamstøtten i Brasilien
Den 17. april 2000 blev den tredje Skamstøtte rejst foran Brasiliens parlamentet på de tre magters plads i den brasilianske hovedstad Brasilia. Skulpturen var midlertidig opstillet til minde om de 19 jordløse bønder, der blev dræbt af militærpolitiet i den nordlige stat Pará den 17. april 1996.
Skulpturen opstillingen var kommet i stand i samarbejde med MST (de jordløse bønder bevægelse) og parlamentsmedlemmer fra oppositionen blok. I to dage var den en åbenlys anklage mod de »tre magter '(regering, parlament og højesteret), som var ansvarlige for uretfærdighed og straffrihed i landet.
Den omstridte Skamstøtte blev opstillet på trods af stor modstand fra højrefløjen og dele af regeringen. Den brasilianske justitsminister udtalte f.eks. at: "Denne skulptur vil aldrig blive sat op foran det brasilianske parlament."
Den 1. maj blev Skamstøtten opstillet i Belém, hovedstaden i den nordlige stat Pará, hvor Eldorado-massakren fandt sted i forbindelse med en jordbesættelse.
Skulpturen blev opstillet få dage efter, der havde været voldsomme slagsmål mellem demonstranter mod straffrihed og politiet.
”På trods af modstand fra eliten, holder vi til vores løfte om at opstille denne Skamstøtte som et symbol imod undertrykkelse, straffrihed og vold, der fer med til at fratage folket deres rettigheder” udtalte, borgmester Edmilson Rodrigues ved indvielsen.

## Andre Skamstøtter
Andre Skamstøtte er blevet rejst på følgende steder:
Galschiøt præsenterede i Ostiense Air Terminalen i Rom 1996 under FAO-topmødet skamstøtteprojektet med en midlertidig opstilling, der satte fokus på sulten på grund af den ulige fordeling af verdens ressourcer.
En bunke på over 16.000 sko, der hvert par repræsenterer et offer af 1995 Srebrenica-massakren placeret foran Brandenburger Tor i Berlin, søndag 11. juli 2010. Skoene blev indsamlet til at gøre "Skamstøtten" af den tyske aktivist Phillip Ruch monument til Srebrenica.

## Opstillinger
- Den 4. juni 1997, blev den blev første gang opstillet i Victoria Park i Hong Kong, på 8-årsdagen for massakren omkring Den Himmelske Freds Plads i Beijing. – Link
- 1999, Mexico – Link
- 2000, Brasilien – Link
- 2002, Berlin – Link